# Comté de Champlain
Pour les articles homonymes, voir Champlain.
Le comté de Champlain était un comté municipal du Québec ayant existé entre 1855 et 1er janvier 1982. 
Le territoire qu'il couvrait est aujourd'hui compris dans la région administrative de la Mauricie et correspond à l'actuelle municipalité régionale de comté (MRC) des Chenaux, la plus grande partie de la MRC de Mékinac et une partie des villes de Shawinigan, La Tuque et Trois-Rivières. Son chef-lieu était la municipalité de Sainte-Geneviève-de-Batiscan.

## Municipalités situées dans le comté
- Boucher (créé en 1972; renommé Trois-Rives en 1998[3])
- Cap-de-la-Madeleine (créé en 1855 sous le nom de Sainte-Marie-Madeleine-du-Cap-de-la-Madeleine; renommé Cap-de-la-Madeleine en 1918; fusionné à Trois-Rivières en 2002[4])
- Champlain (détaché de La Visitation-de-Champlain en 1917[5])
- Fermont (détaché de Saint-Maurice en 1858; fusionné de nouveau à Saint-Maurice en 1939[6])
- Grandes-Piles (détaché de Saint-Tite et Sainte-Flore en 1885 sous le nom de Saint-Jacques-des-Piles; renommé Grandes-Piles en 1966[7])
- Grand-Mère (détaché de Sainte-Flore en 1898; d'après Magnan, seule la paroisse Saint-Paul, fondée en 1900, faisait partie du territoire du comté de Champlain, le reste étant dans Saint-Maurice[8]; fusionné à Shawinigan en 2002[9])
- Haute-Mauricie (créé en 1972; fusionné à La Tuque en 1993[10])
- Lac-à-la-Tortue (détaché de Notre-Dame-du-Mont-Carmel et de Saint-Jacques-des-Piles en 1895 sous le nom de Saint-Théophile-du-Lac-à-la-Tortue; renommé Lac-à-la-Tortue en 1981; fusionné à Shawinigan en 2002[9])
- Langelier (créé en 1921; renommé La Croche en 1999; fusionné à La Tuque en 2003[11])
- La Pérade (détaché de Sainte-Anne-de-la-Pérade en 1912; fusionné de nouveau à celle-ci en 1989[12])
- La Tuque (créé en 1909[10])
- La Tuque Falls (créé en 1910; fusionné à La Tuque en 1911[10])
- La Visitation-de-Champlain (créé en 1855; fusionné à Champlain en 1982[5])
- Notre-Dame-du-Mont-Carmel (détaché de Saint-Maurice et Sainte-Marie-Madeleine-du-Cap-de-la-Madeleine en 1859[13])
- Parent (créé en 1947; fusionné à La Tuque en 2003[14])
- Saint-Adelphe (détaché de Saint-Stanislas en 1891[15])
- Sainte-Anne-de-la-Pérade (créé en 1855[12])
- Sainte-Flore (créé 1863; annexé au comté de Saint-Maurice en 1895[16];  fusionné à Grand-Mère en 1970[9])
- Sainte-Geneviève-de-Batiscan (créé en 1855[17])
- Sainte-Marthe-du-Cap-de-la-Madeleine (détaché de Sainte-Marie-Madeleine-du-Cap-de-la-Madeleine en 1915; renommé Sainte-Marthe-du-Cap en 1993; fusionné à Trois-Rivières en 2002[4])
- Saint-François-Xavier-de-Batiscan (créé en 1855; renommé Batiscan en 1986[18])
- Saint-Georges (détaché de Saint-Théophile en 1915 sous le nom de Turcotte; renommé Saint-Georges en 1919; fusionné à Shawinigan en 2002[9],[8])
- Saint-Jean-des-Piles (détaché de Saint-Jacques-des-Piles en 1898; fusionné à Shawinigan en 2002[9])
- Saint-Louis-de-France (détaché de Saint-Maurice en 1904; fusionné à Trois-Rivières en 2002[4])
- Saint-Luc (détaché de Saint-Narcisse, La Visitation-de-Champlain et Saint-Tite en 1865; renommé Saint-Luc-de-Vincennes en 1991[19])
- Saint-Maurice (créé en 1855[6])
- Saint-Narcisse (créé en 1855[20])
- Saint-Prosper (créé en 1855; renommé Saint-Prosper-de-Champlain en 2010[21],[22])
- Saint-Roch-de-Mékinac (détaché de Saint-Jean-des-Piles et Saint-Jacques-des-Piles en 1905[23])
- Saint-Séverin (détaché de Saint-Tite et Saint-Stanislas en 1890[24])
- Saint-Stanislas (créé en 1855 sous le nom de Saint-Stanislas-de-la-Rivière-des-Envies; renommé Saint-Stanislas en 1957[25])
- Saint-Stanislas, municipalité de village (détaché de Saint-Stanislas en 1915 sous le nom de Deux-Rivières; renommé Saint-Stanislas en 1964; fusionné à Saint-Stanislas en 1976[25])
- Sainte-Thècle (détaché de Sainte-Anne-de-la-Pérade et de Saint-Adelphe en 1874; la municipalité de village du même nom s'en détache en 1909; les deux sont réunies à nouveau en 1989[26])
- Saint-Timothée (détaché de Saint-Tite, Saint-Narcisse et Saint-Jacques-des-Piles en 1904; renommé Hérouxville en 1983[27])
- Saint-Tite (détaché de Sainte-Anne-de-la-Pérade et de Saint-Stanislas-de-la-Rivière-des-Envies en 1863; la ville de Saint-Tite s'en détache en 1910 et les deux sont réunis à nouveau en 1998[28])
- Shawinigan-Sud (une partie de Shawinigan-Sud était située dans le comté de Saint-Maurice; créé en 1912 sous le nom de municipalité du village d'Almaville; une autre municipalité est détachée de Notre-Dame-du-Mont-Carmel sous le nom de Notre-Dame-de-la-Présentation-d'Almaville en 1914; elle prend le nom de municipalité de paroisse d'Almaville en 1946; le village d'Almaville est renommé Shawinigan-Sud en 1948; la paroisse d'Almaville est fusionnée à Shawinigan-Sud en 1953; fusionné à Shawinigan en 2002[9])

## Formation
Le comté de Champlain comprenait lors de sa formation les paroisses de Sainte-Anne, Batiscan, Sainte-Geneviève de Batiscan, Champlain, Cap-de-la-Madeleine, Saint-Maurice, Saint-Stanislas, Saint-Justin, Saint-Prosper, Saint-Narcisse ainsi que le canton de Radnor.